# Cùel Zanzanù
Il Cùel Zanzanù, detto anche Cùel o Covolo del Martelletto, è una grotta situata nel territorio del comune di Valvestino in provincia di Brescia.
Il sito posto alla base della Corna del Martelletto a circa metri 700 sul livello del mare nella parte meridionale della Valle del Droanello è raggiungibile solo a piedi salendo lungo un tracciato di circa due chilometri che parte dal greto del torrente Droanello. Il cùel, usato in passato come ricovero occasionale dai pastori, ha una valenza storica in quanto fu rifugio di banditi nel corso del Seicento. Recentemente l'ERSAF della Regione Lombardia ha riattivato il sentiero d'accesso, denominato Sentiero del Zanzanù, collocandovi un pannello informativo all'inizio della salita sulla strada del Droanello e un altro presso la grotta.

## Toponimo
Il cùel, così nella parlata locale del nord Italia viene indicata una cavità naturale, deve il suo nome al noto bandito gardesano del XVI-XVII secolo, Giovanni Beatrice soprannominato Zanzanù, che secondo la tradizione popolare locale trovò qui rifugio braccato dalla magistratura veneta e da cacciatori di taglie.

## Caratteristiche
Il cùel è costituito da una serie di anfratti posti su due livelli lungo una bastionata rocciosa, detta Corna del Martelletto,  lunga circa un centinaio di metri. La volta è alta 15 metri e forma un arco di 50 metri, mentre nella base sono stati creati nei secoli passati dei pianori e alcuni muri a secco per evidente protezione del bestiame o delle persone.

## Storia

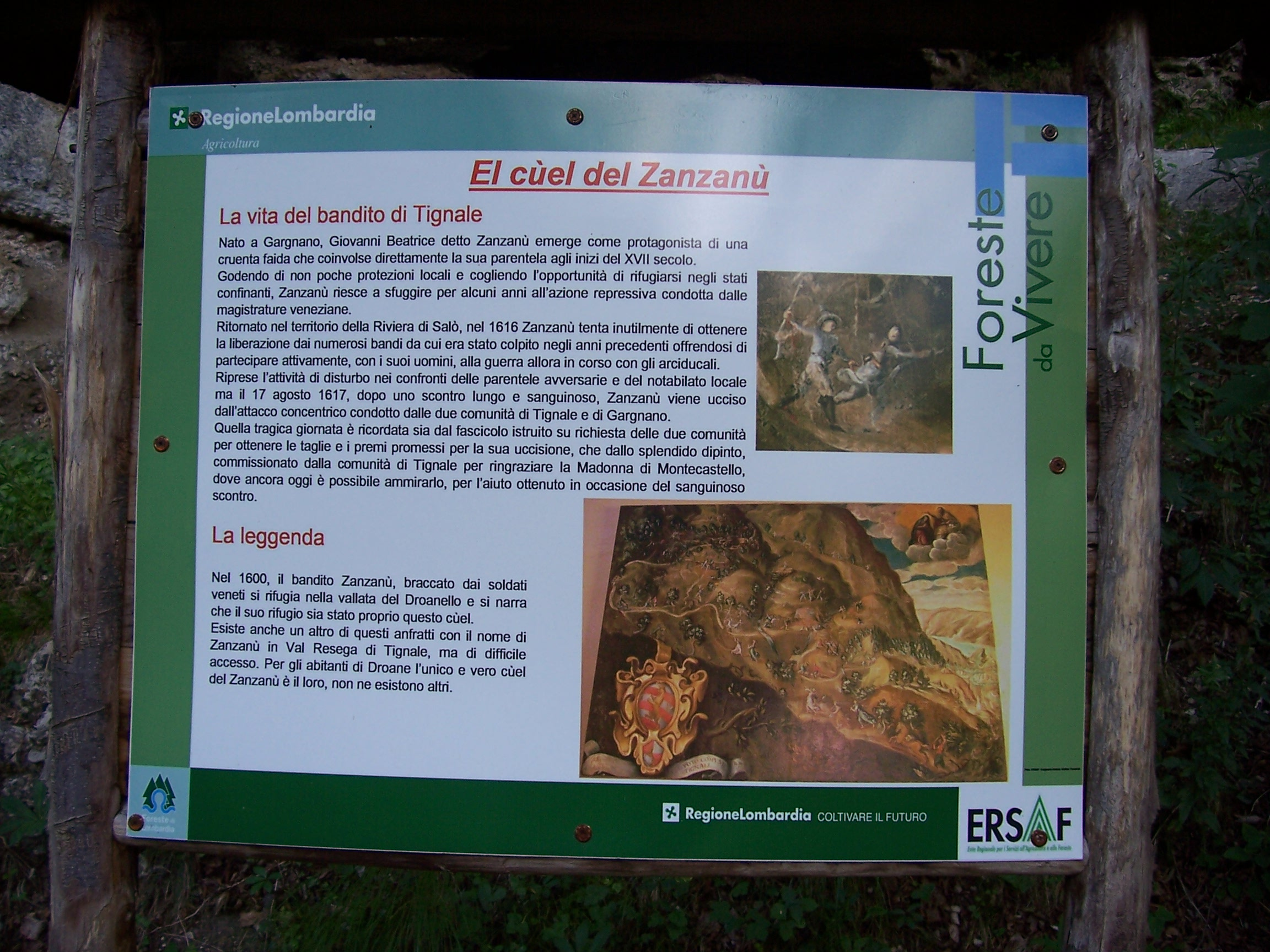
Il pannello informativo dell'ERSAF posto al Cùel Zanzanù.

Il cùel data la sua posizione strategica che consentiva un agevole controllo sulla sottostante strada del Droanello e vie di fuga a nord e a est, fu un luogo di rifugio di banditi. Oltre al citato Giovanni Beatrice, altri uomini della sua banda, detta degli Zannoni, vi trovarono momentaneo riparo o la morte.
Il nome del sito compare per la prima volta nei documenti nell'inverno del 1606, precisamente il giorno 10 novembre,  quando Eliseo Baruffaldi di Turano e Giovan Pietro Sette detto Pelizzaro e il nipote Giacomino Sette di Maderno, tre banditi ricercati dalla magistratura veneta di Salò,  vennero qui sorpresi in un agguato notturno teso dai cacciatori di taglie Orazio Balino,  Giovan Battista Duse e Agostino de Andreis detto Giacomazzo, tre pericolosi banditi di Desenzano del Garda, Giuseppe Ton, altro sicario della Riviera di Salò, e da alcuni nemici del Beatrice di Toscolano, Gargnano e Tignale che conoscevano molto bene i luoghi ove si nascondevano,  che il provveditore generale in Terraferma di Verona, Benedetto Moro, in tutta segretezza, aveva inviato sulle loro tracce fornendoli di salvacondotto, armi e denari.
Il Pellizzaro fu subito ucciso a colpi di archibugio e poi decapitato nel covolo mentre Eliseo e Giacomino, quest'ultimo ferito, riuscirono invece a fuggire seppure braccati da decine di persone. Eliseo fu pure catturato in località Lignago nelle ore successive e subì la stessa sorte del complice  Pellizzaro.

## Accesso
Il Cùel si raggiunge, dopo aver parcheggiato l'auto presso il ponte che scavalca il lago di Valvestino (508 m) in località Lignago, a piedi lungo la strada forestale della valle del Droanello. Qui raggiunta la galleria di servizio idrico, detta del San Michele, e il pannello informativo del sito posto a cura dell'ERSAF, si guada a sinistra il torrente Droanello iniziando a percorre il sentiero che sale, in circa mezz'ora, lungo il pendio della Corna del Martelletto fino al covolo a 700 m.s.l.m . Il tempo di percorrenza è di circa 1 ora e mezza, intero percorso, e il dislivello è di 192 m., la difficoltà è media.

## Galleria d'immagini

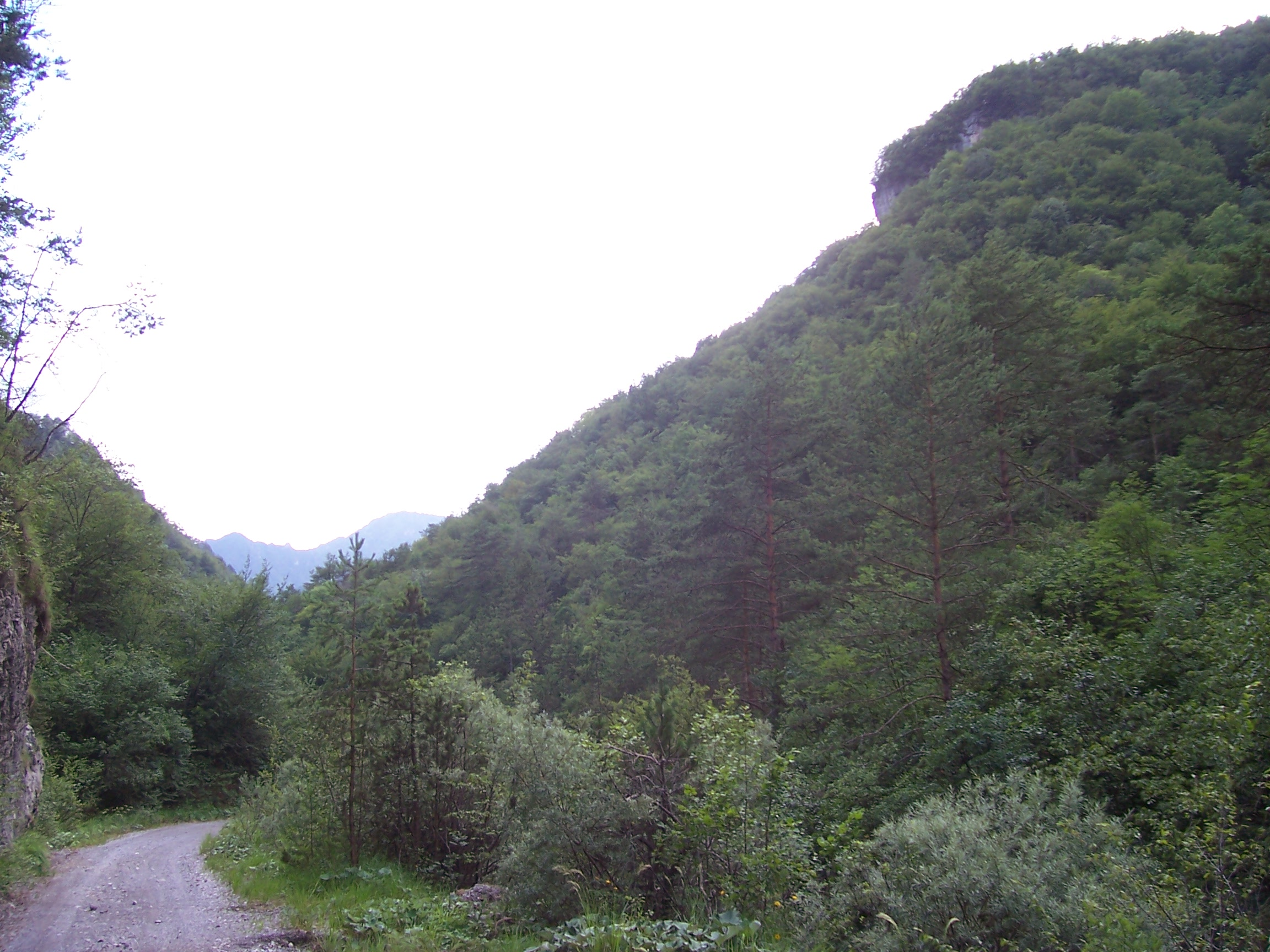
Vallata del Droanello, in alto a destra la Corna del Martelletto e sotto il Cùel Zanzanù
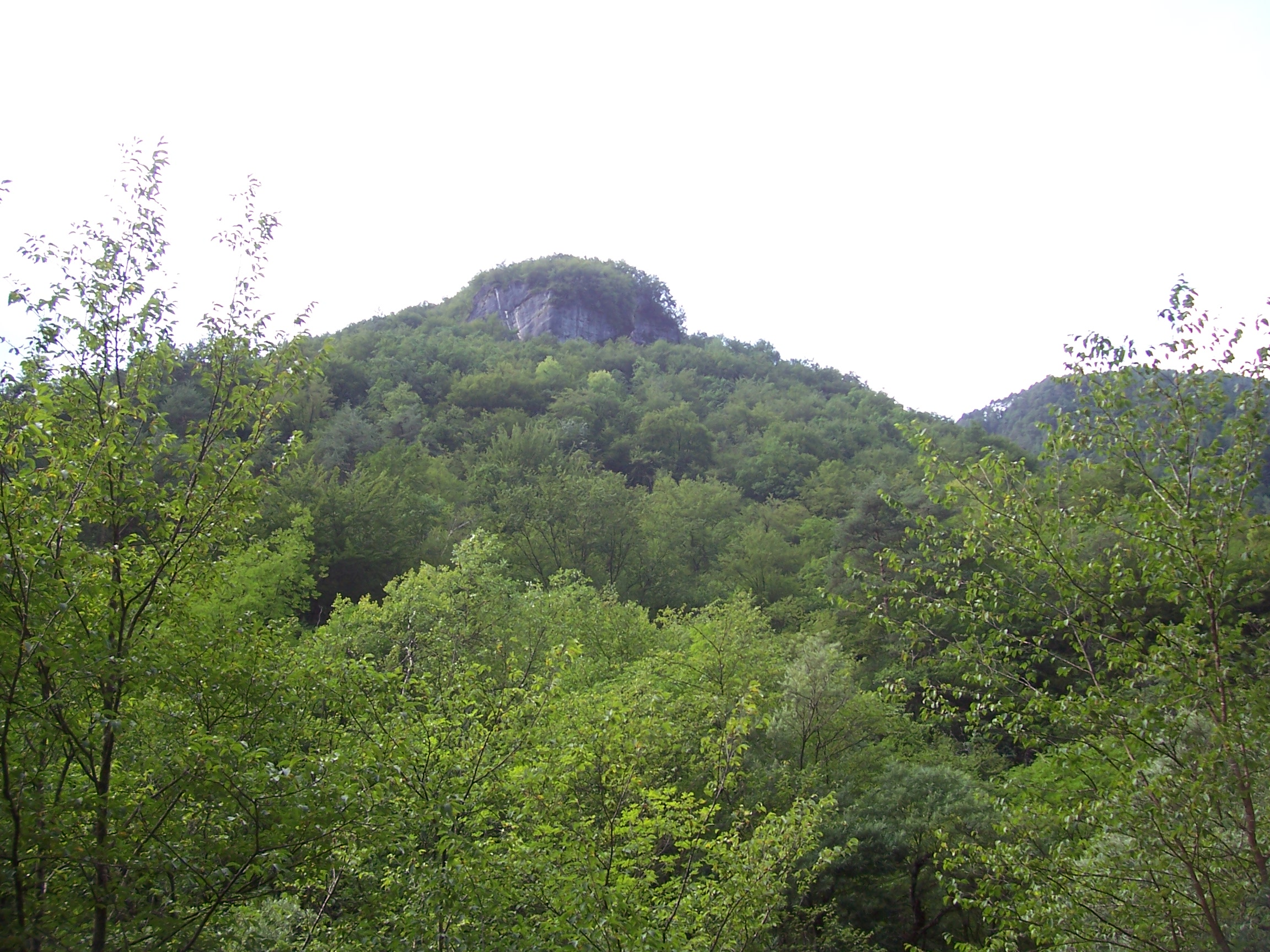
La Corna del Martelletto
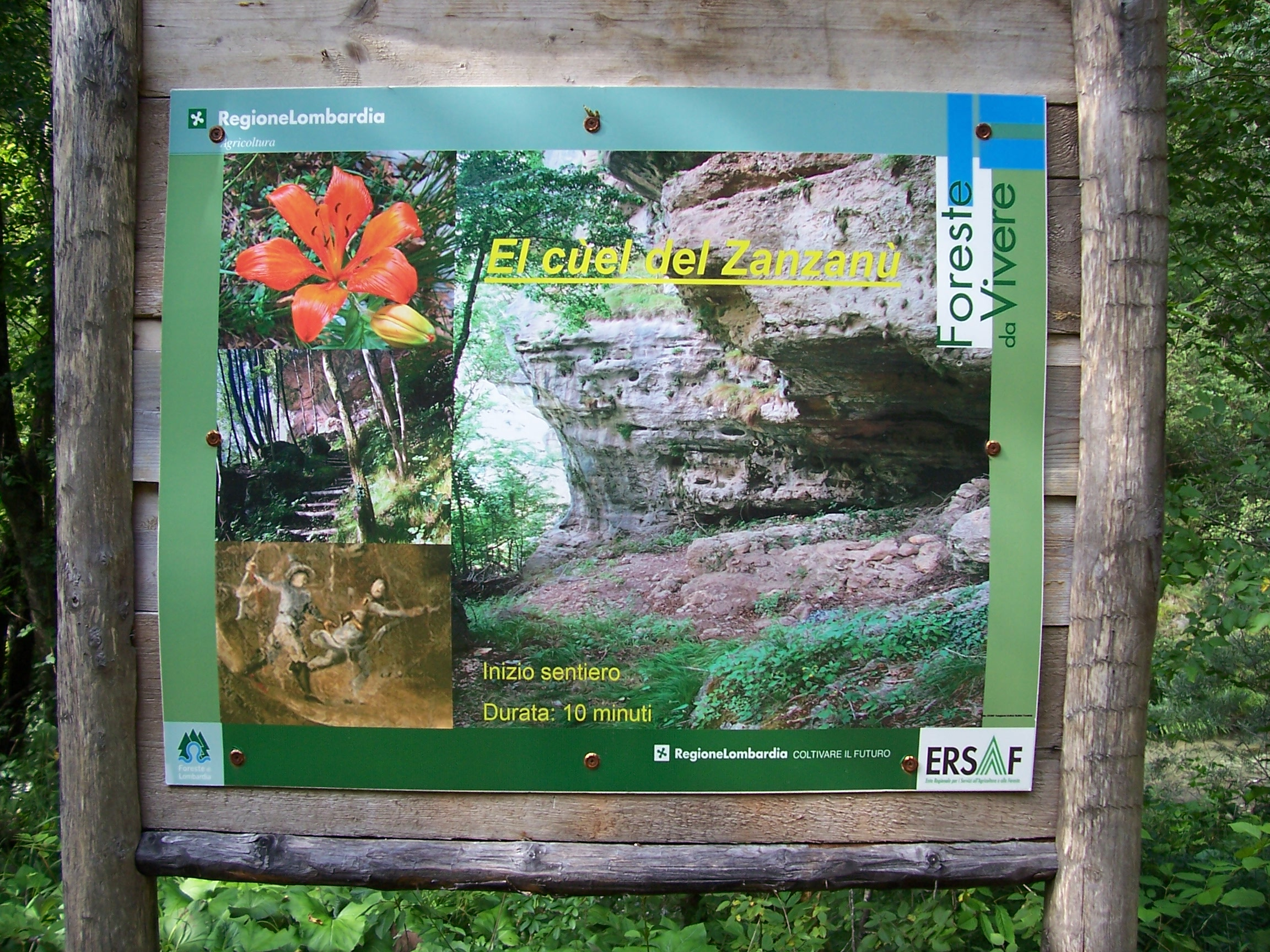
Pannello dell'Ersaf posto all'inizio del sentiero
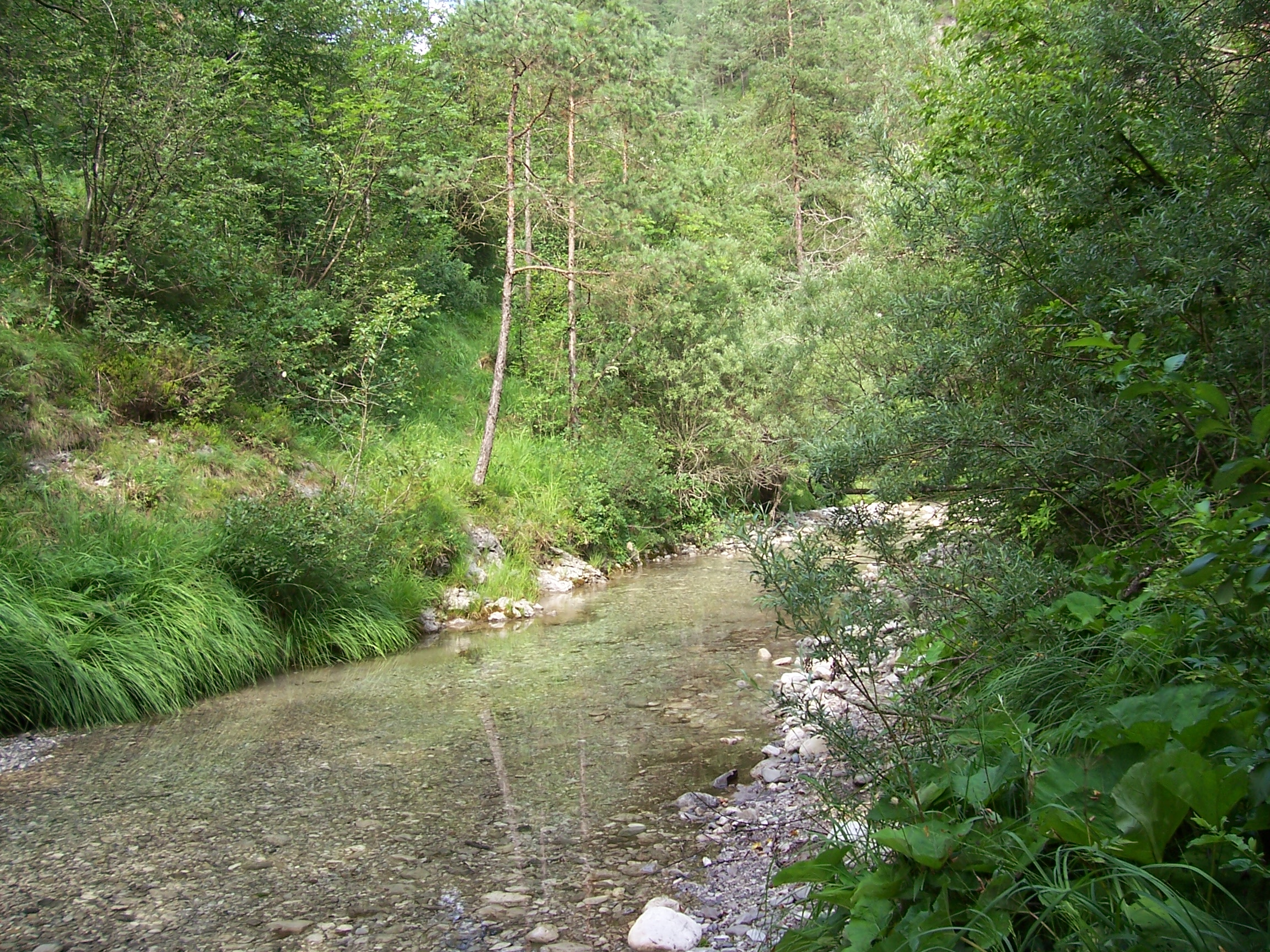
Torrente Droanello, l'inizio della salita del sentiero del Zanzanù
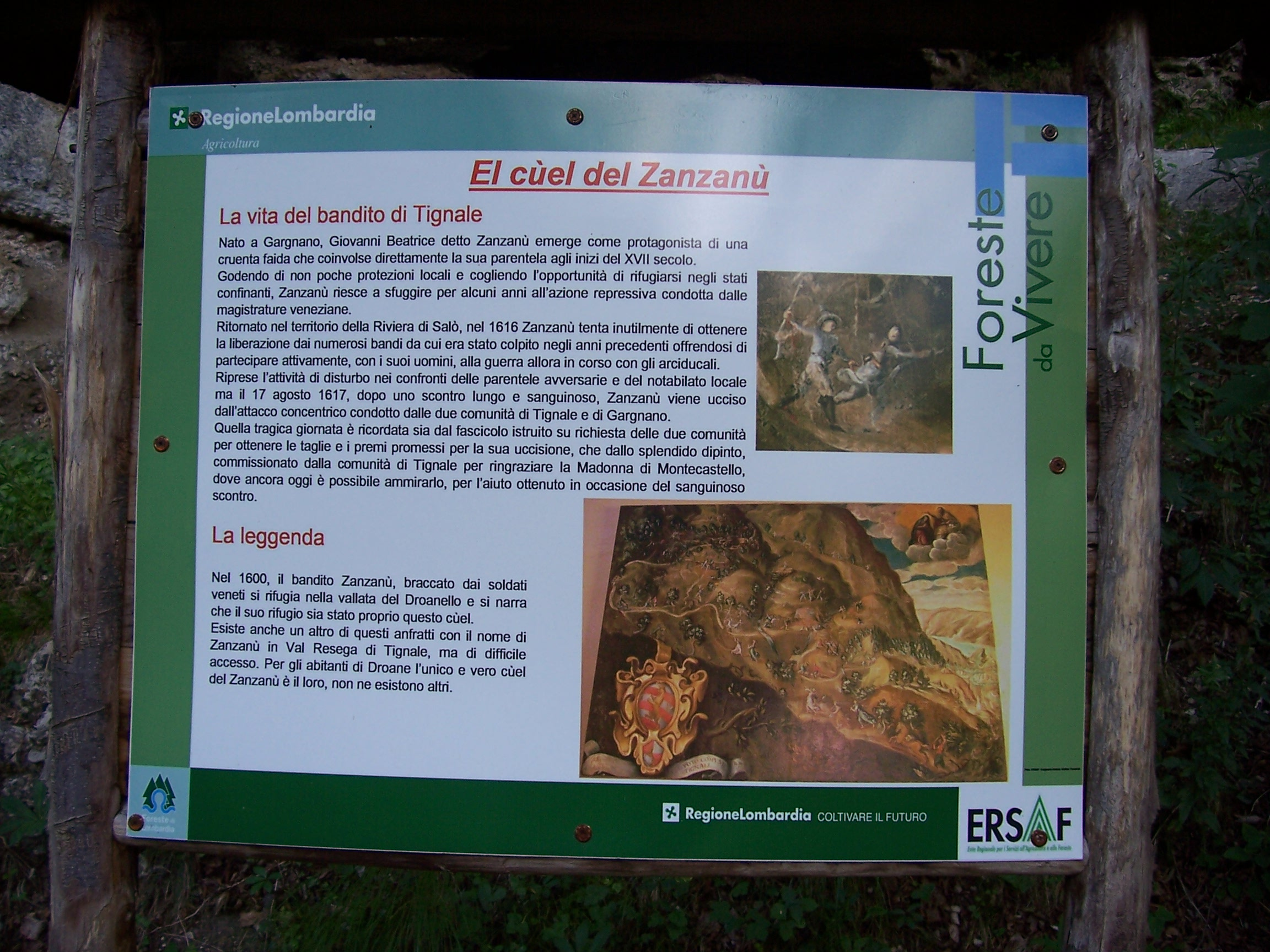
Pannello dell'Ersaf presso il Cùel del Zanzanù
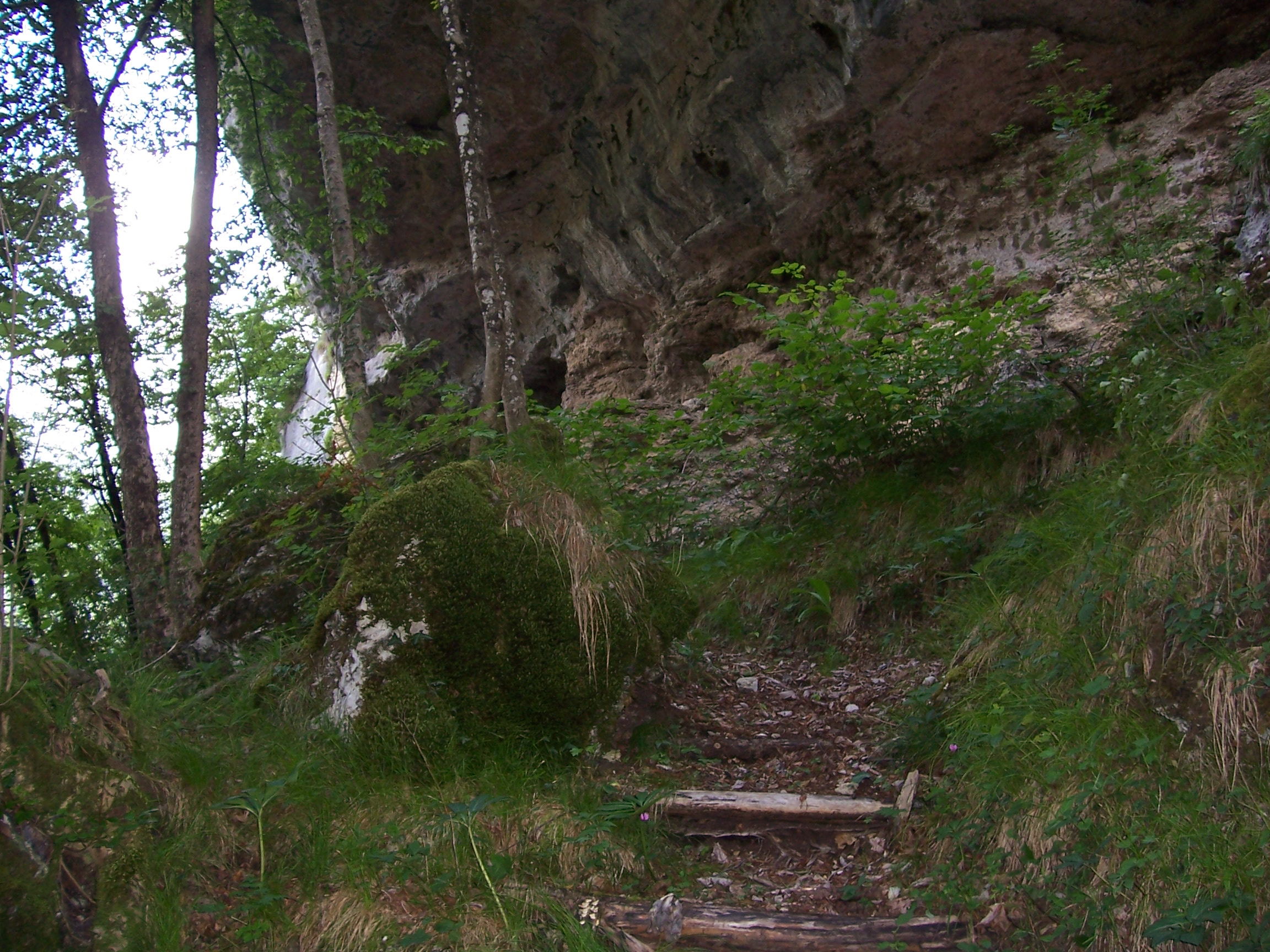
Particolare, l'arrivo del sentiero dal fondovalle.
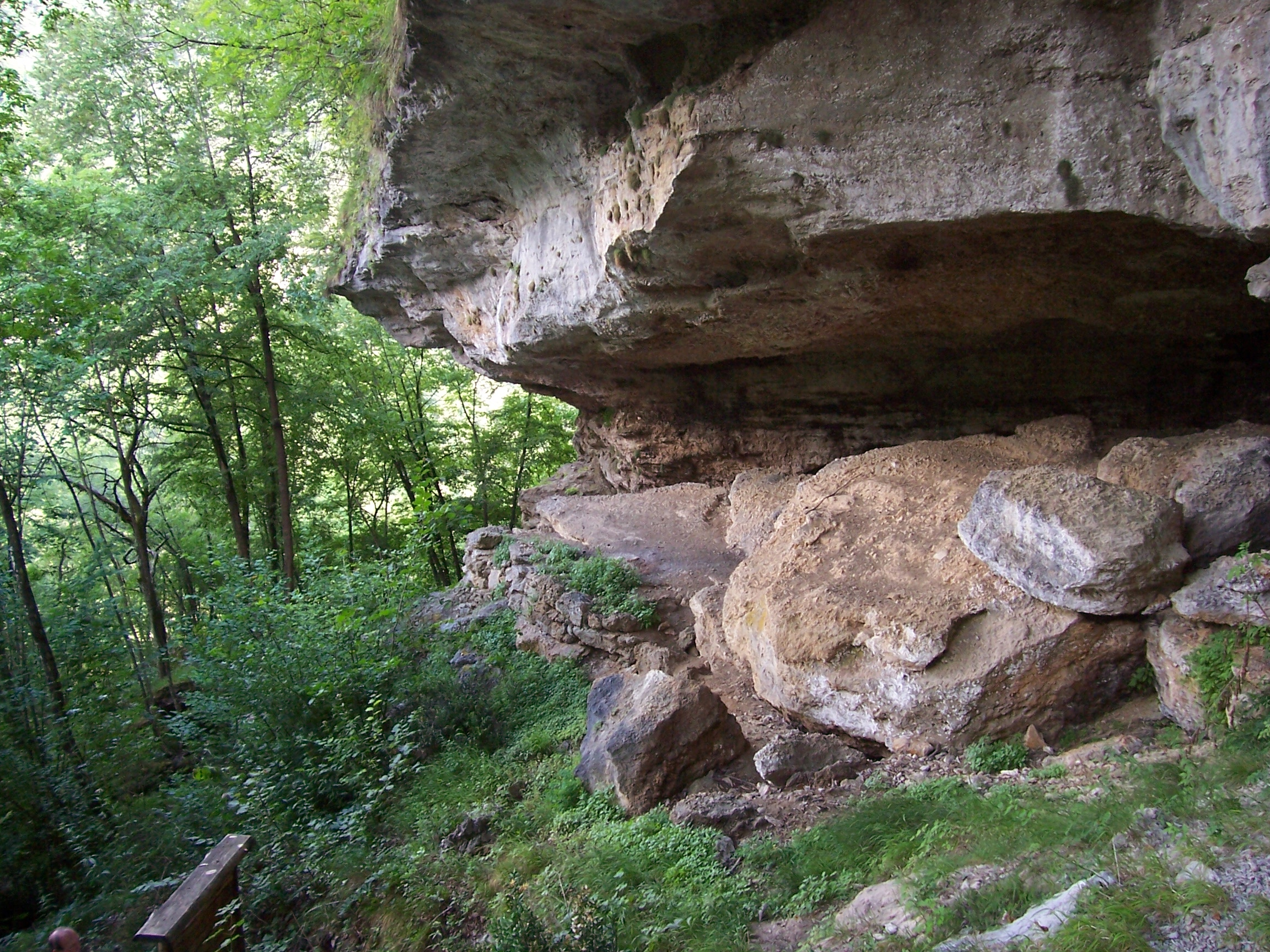
Particolare
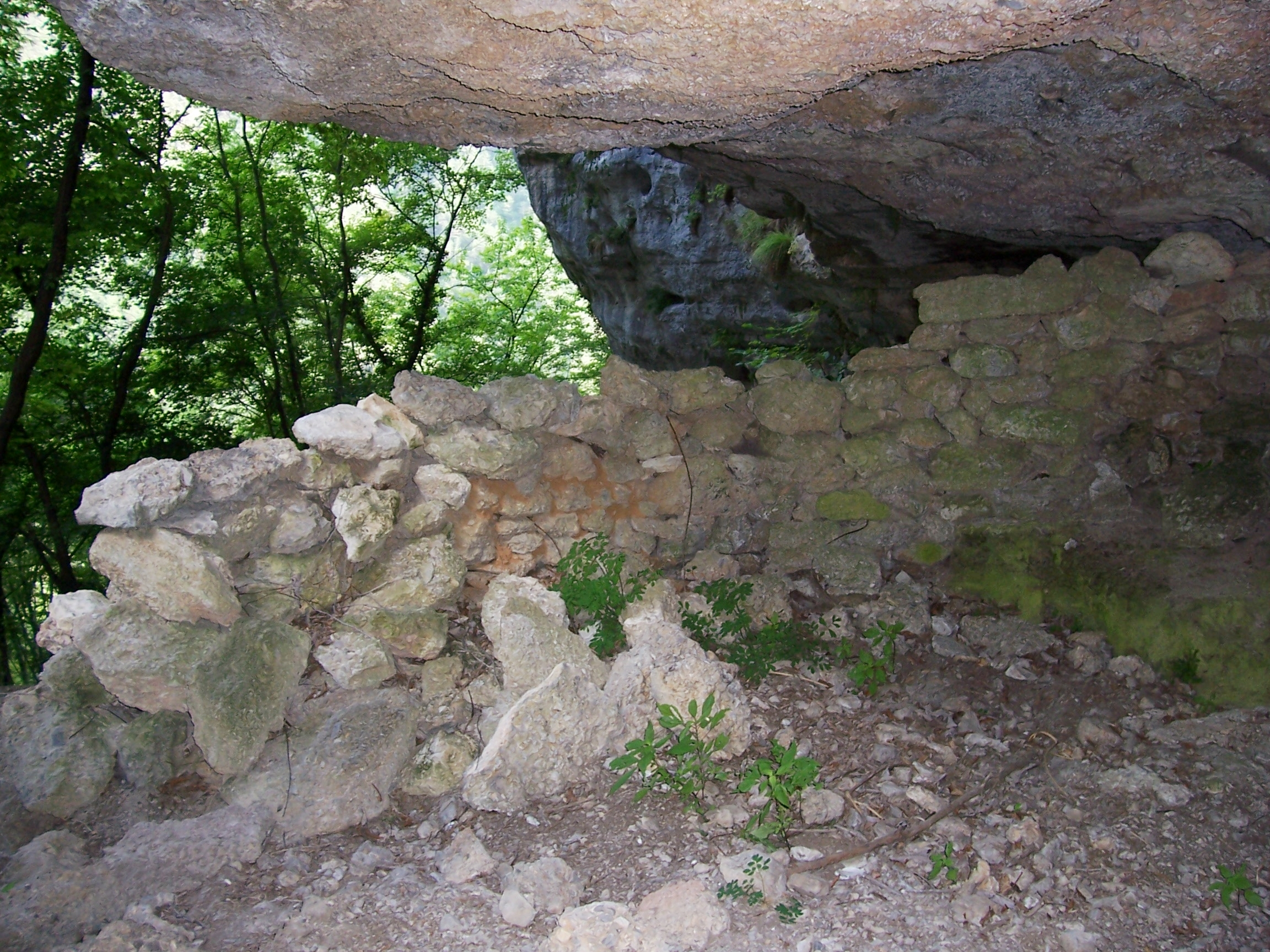
Particolare
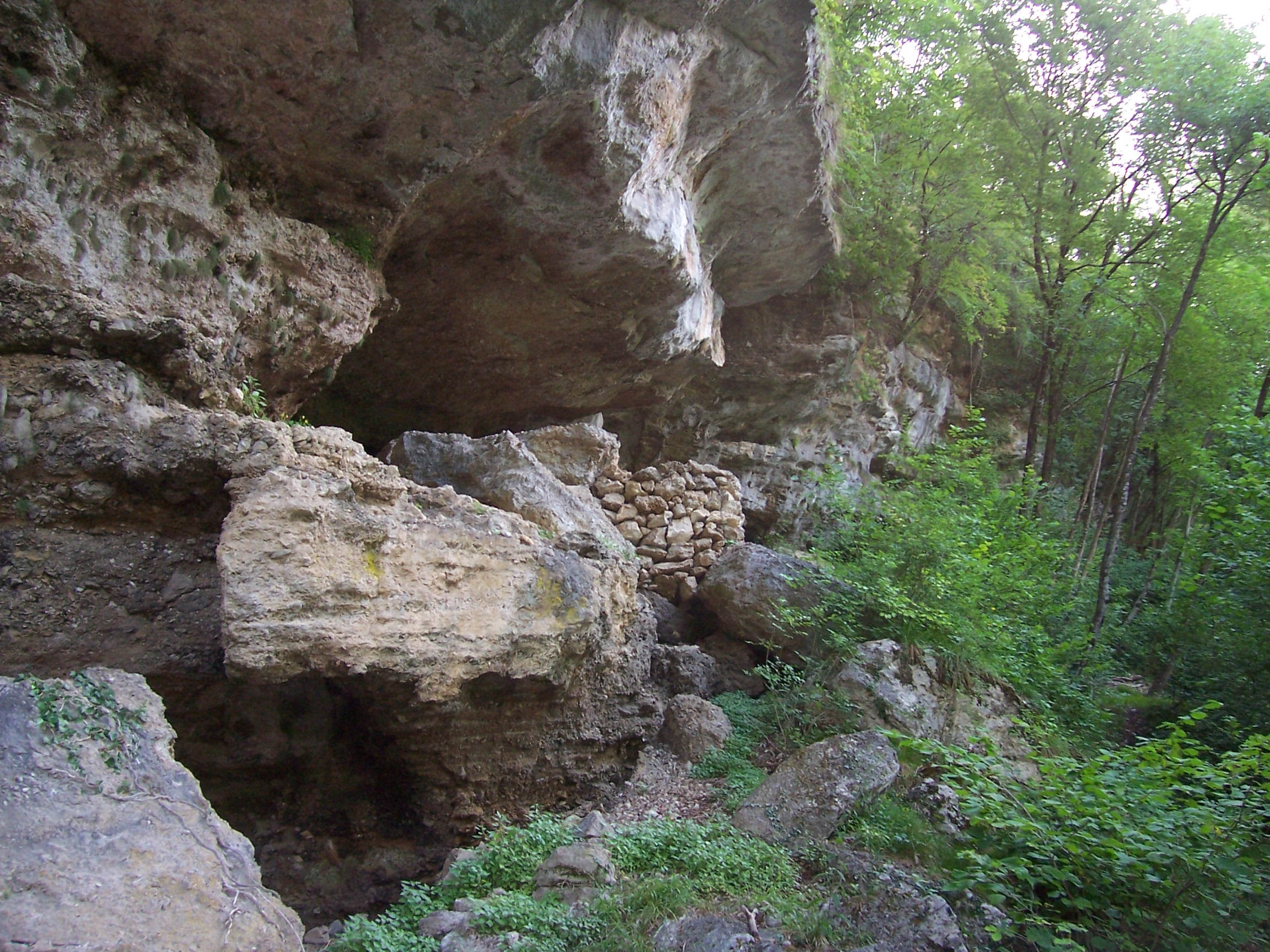
Particolare
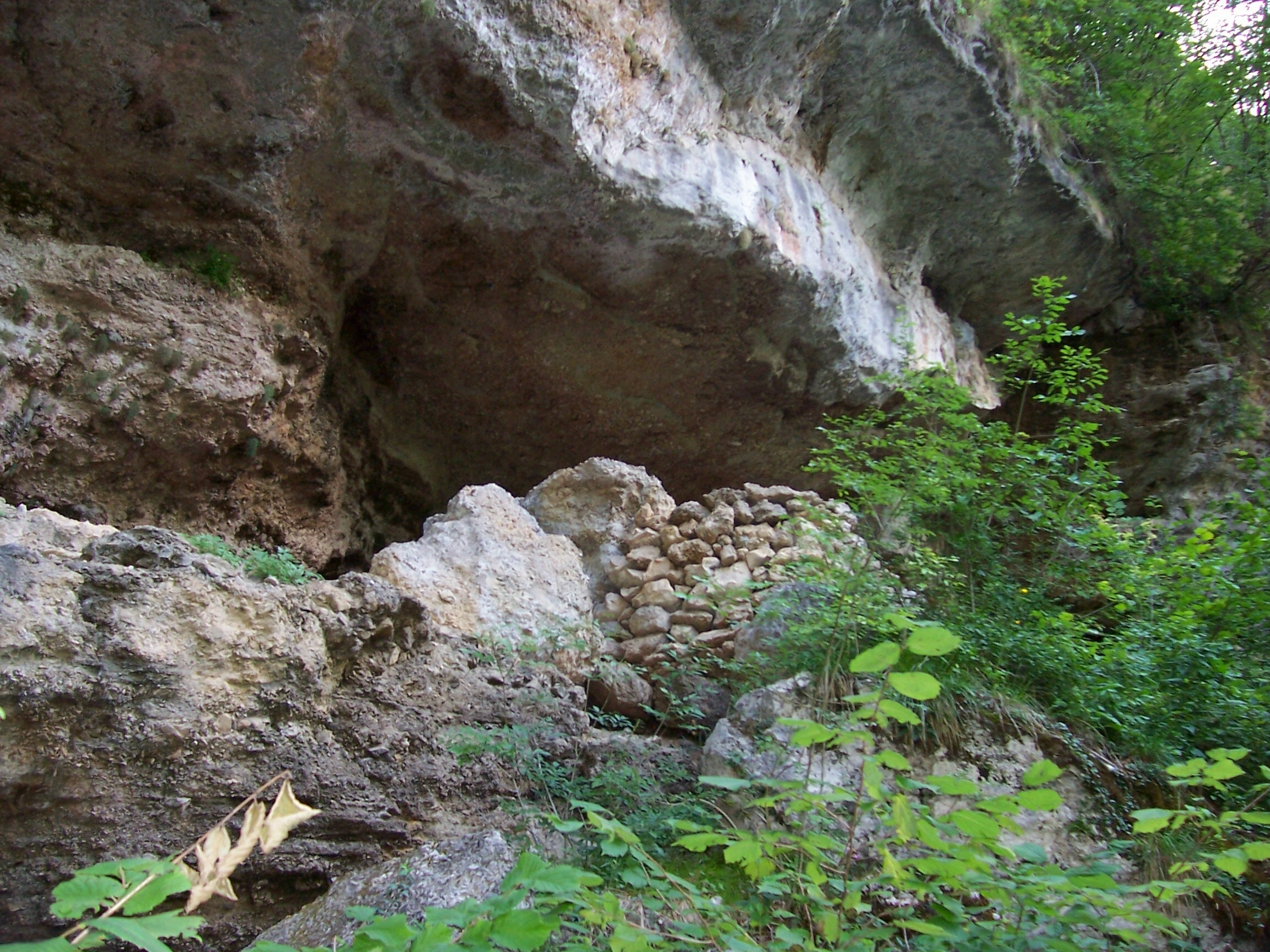
Particolare
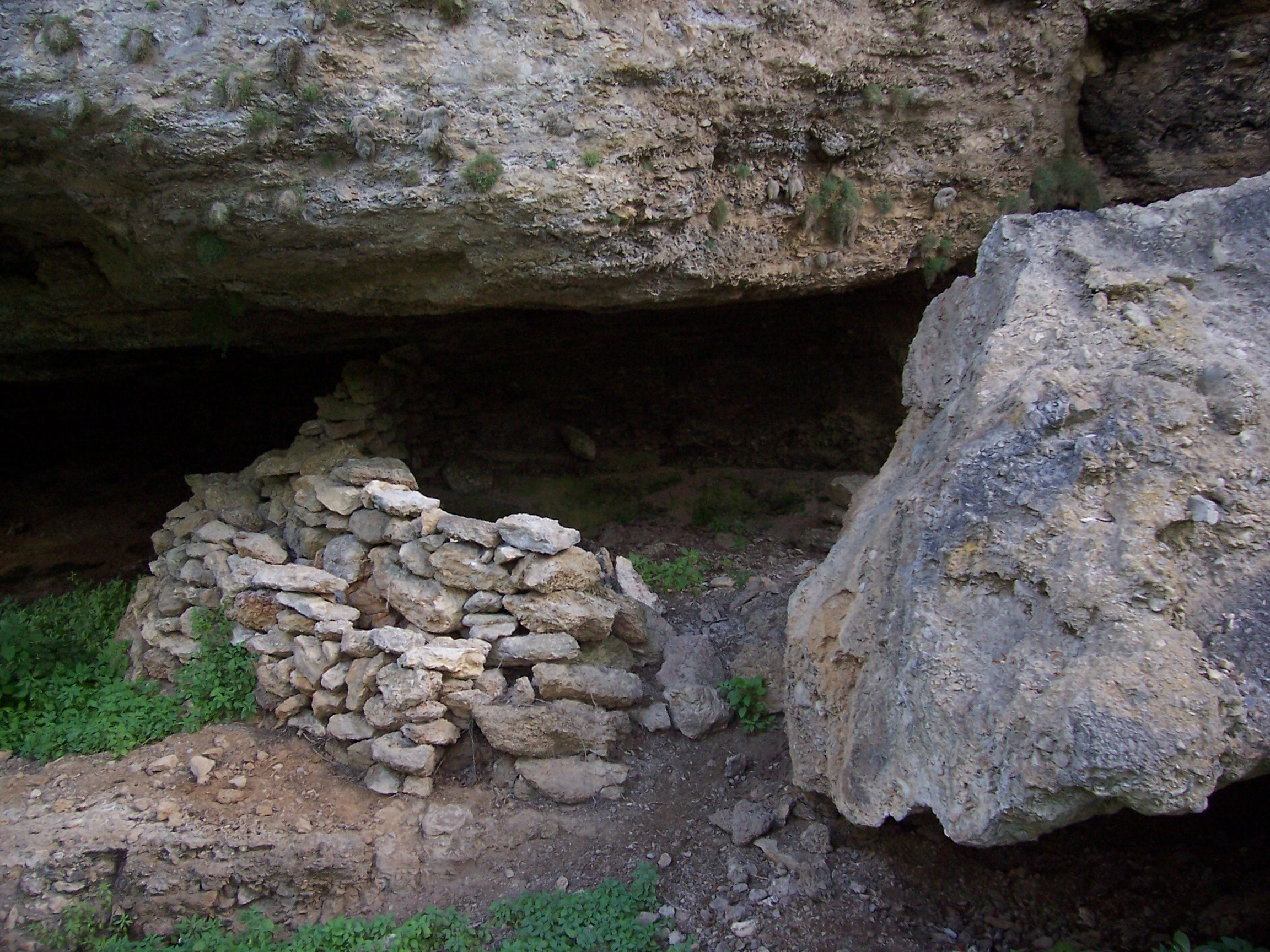
Particolare
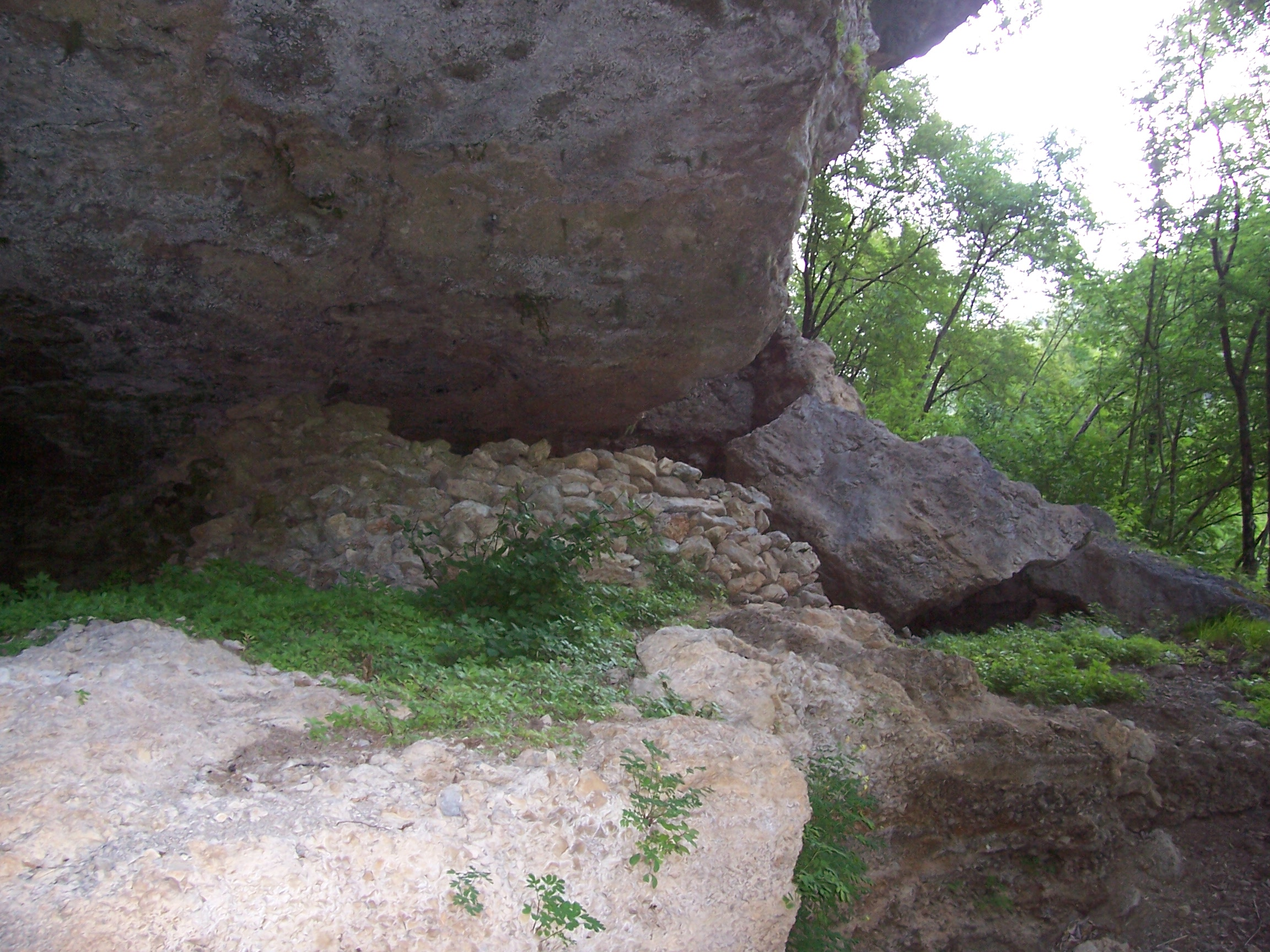
Particolare
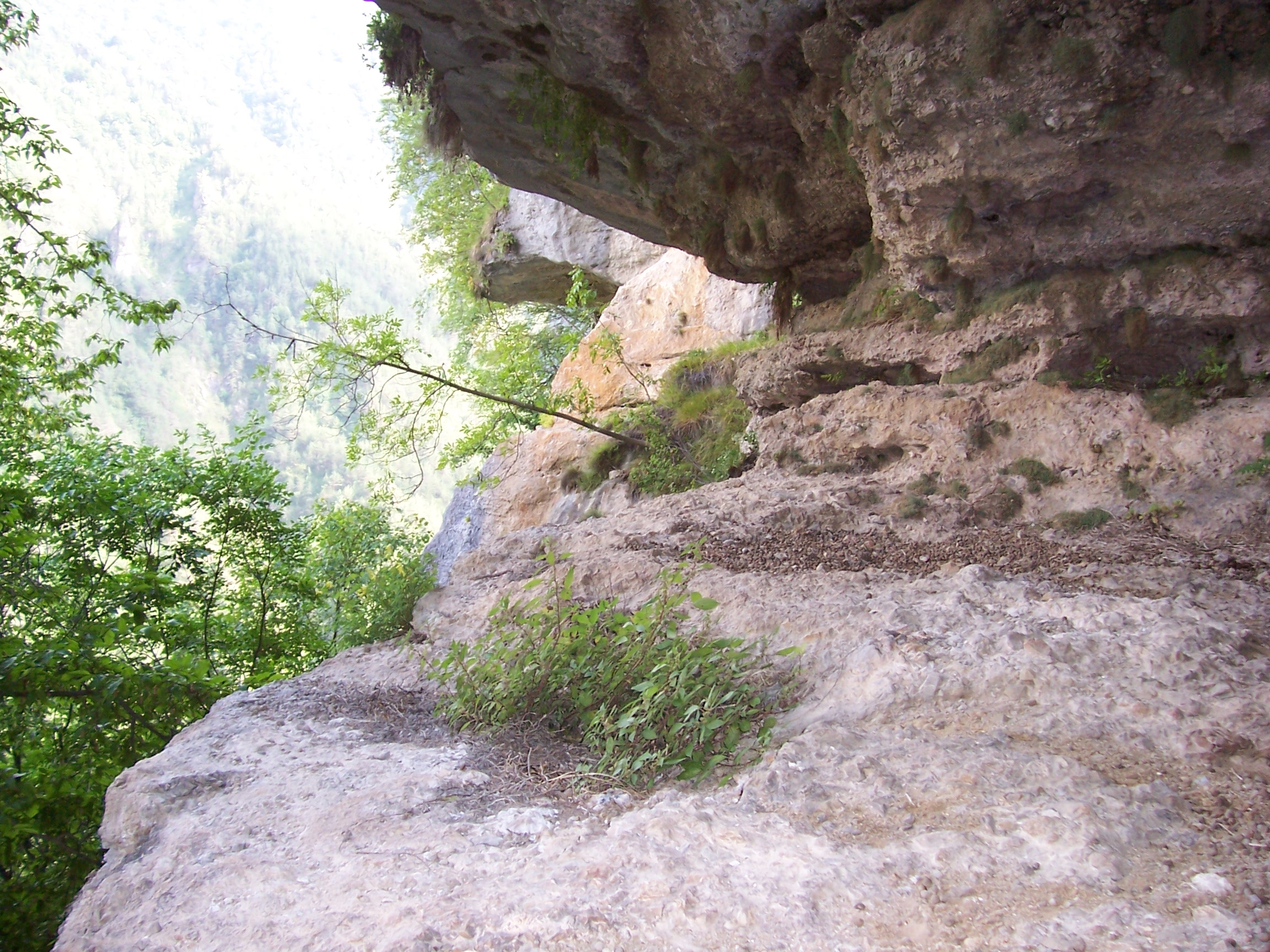
Particolare
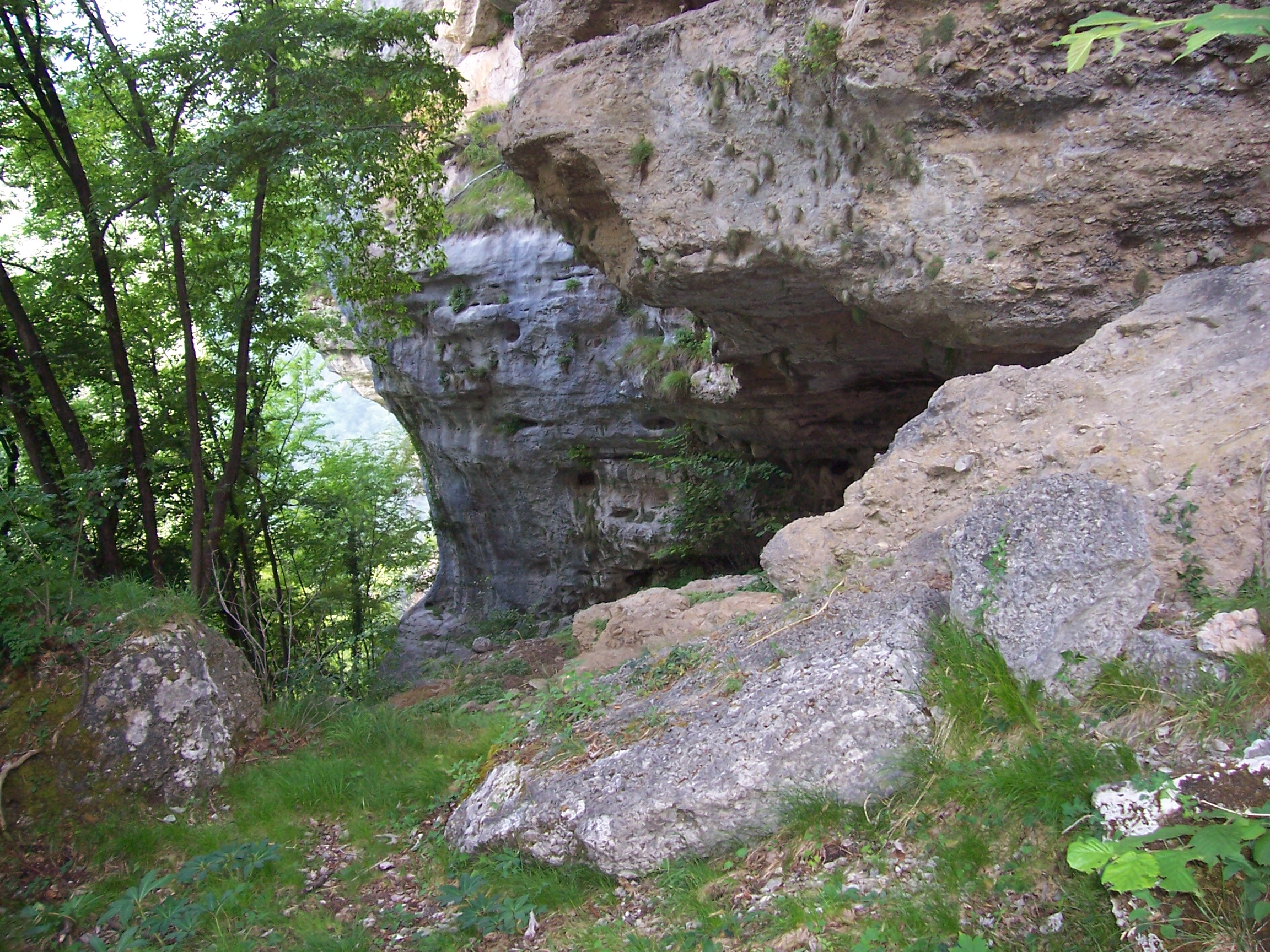
Particolare
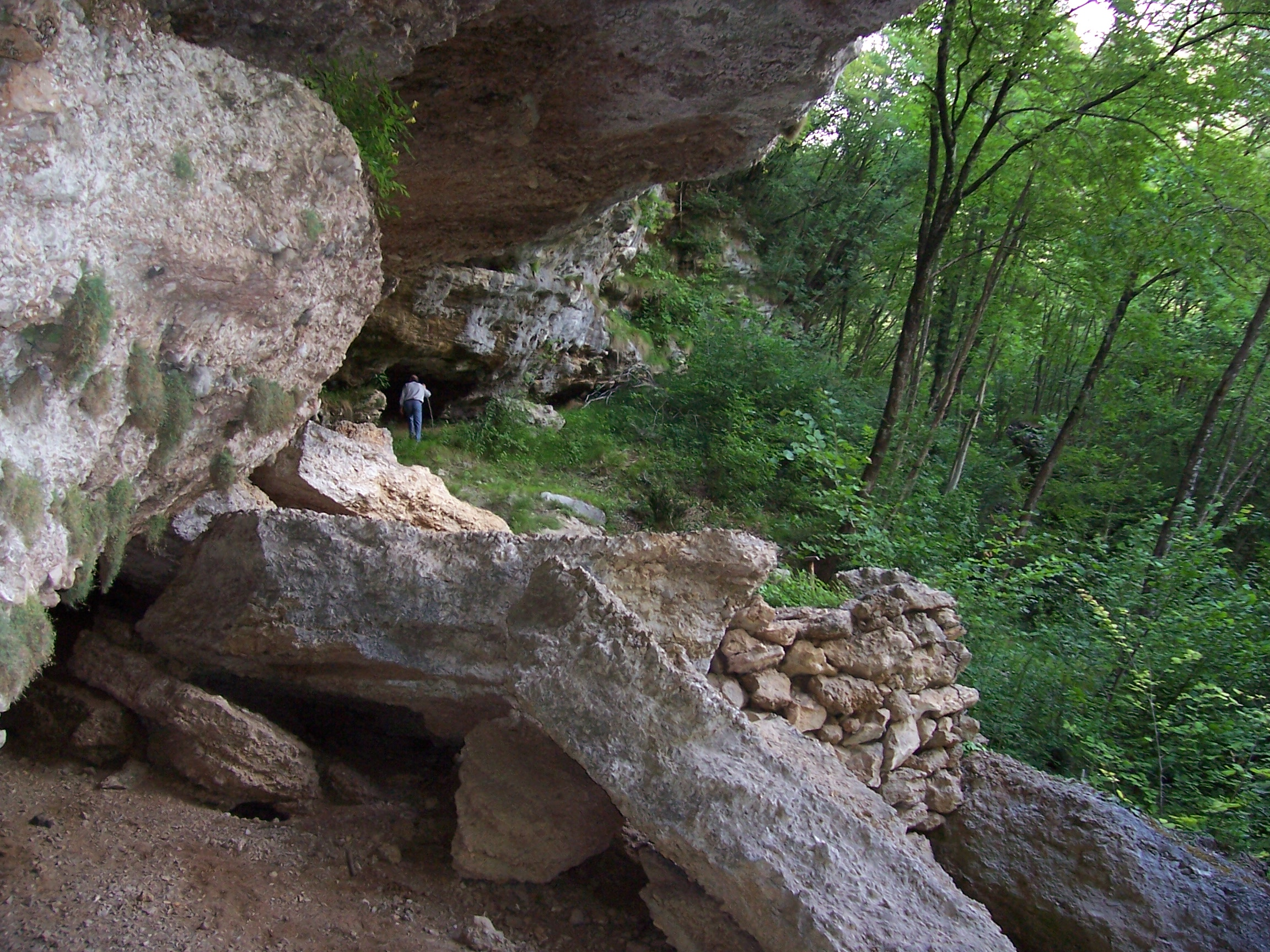
Particolare
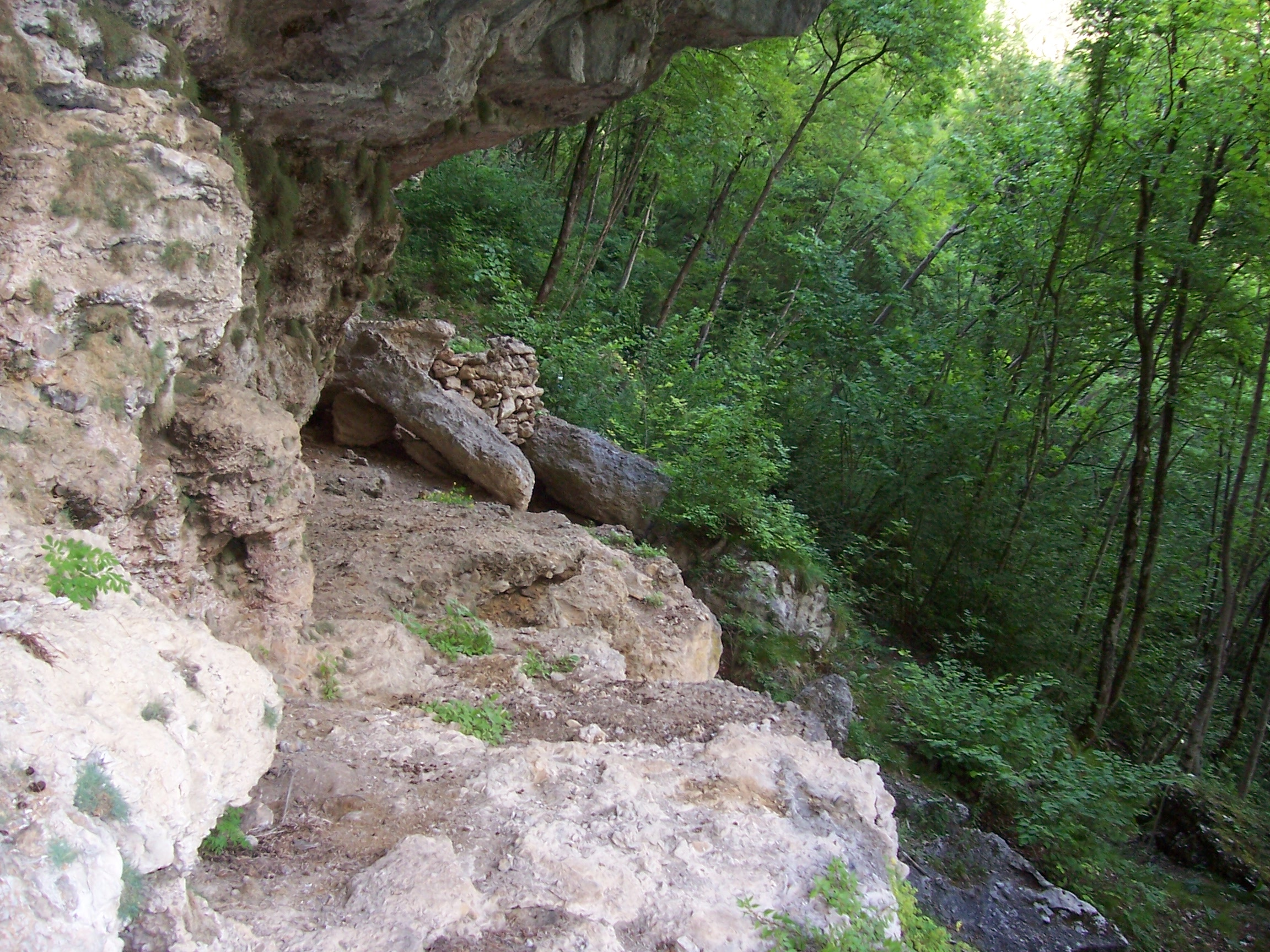
Particolare
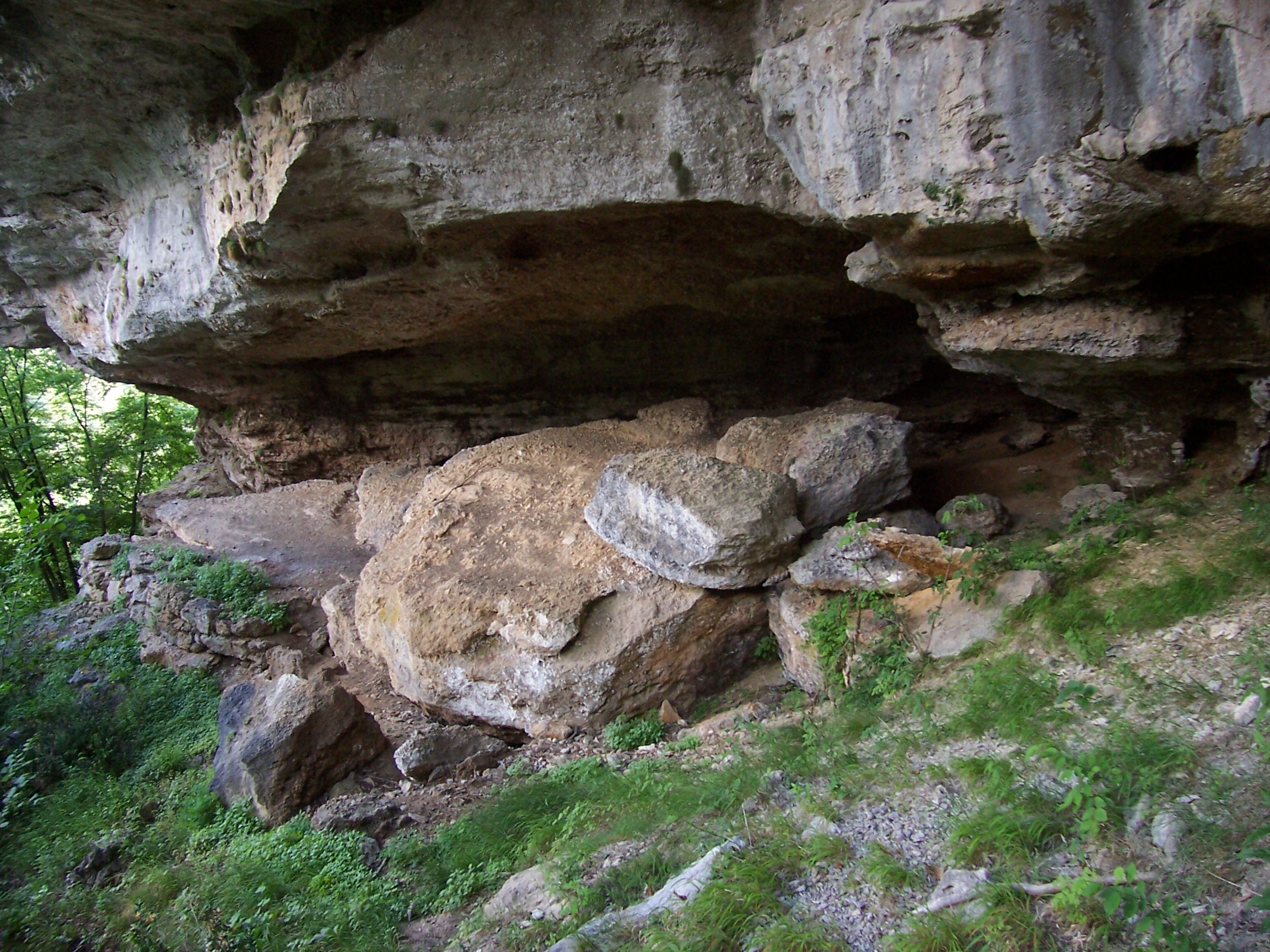
Particolare
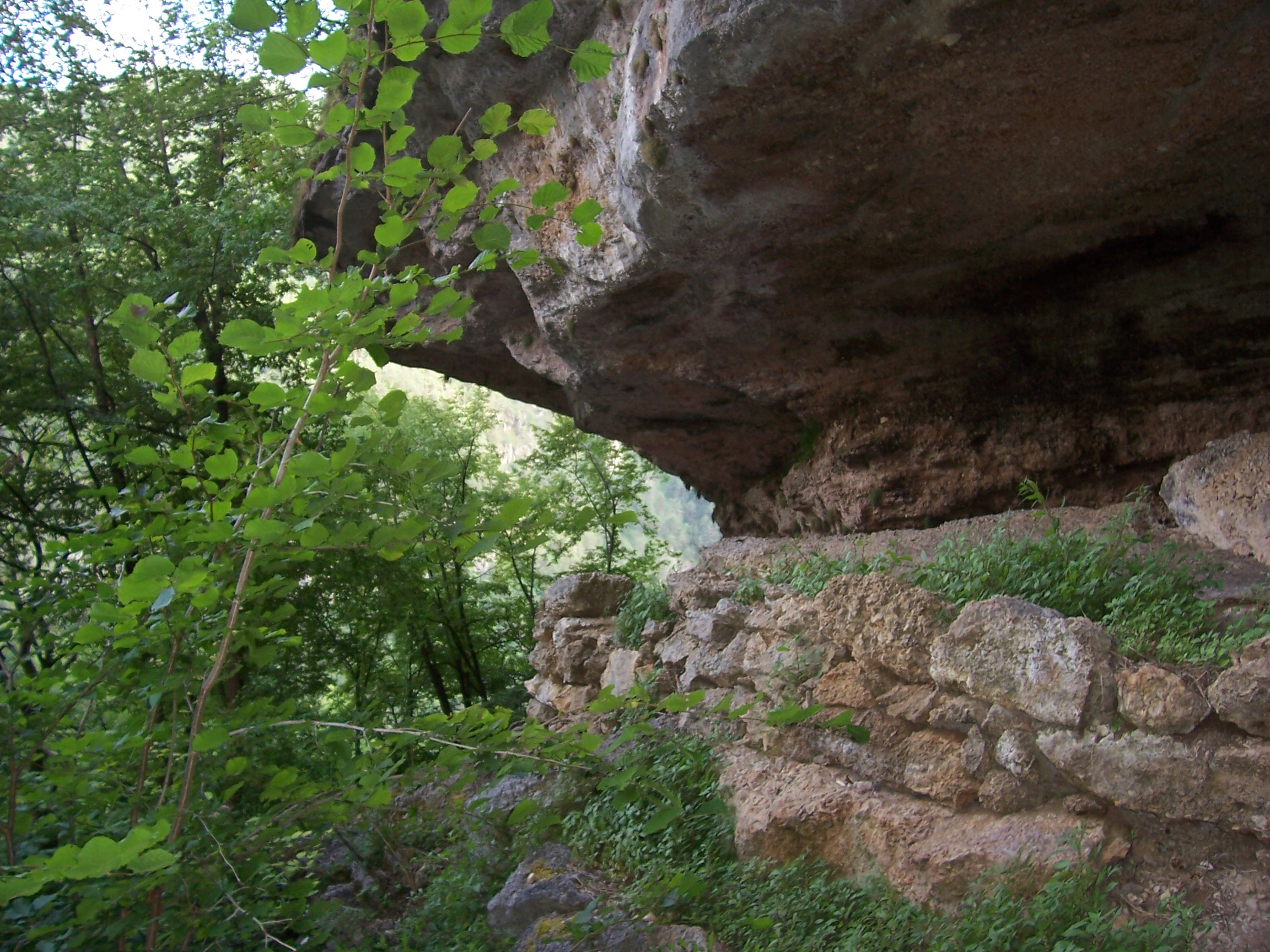
Particolare
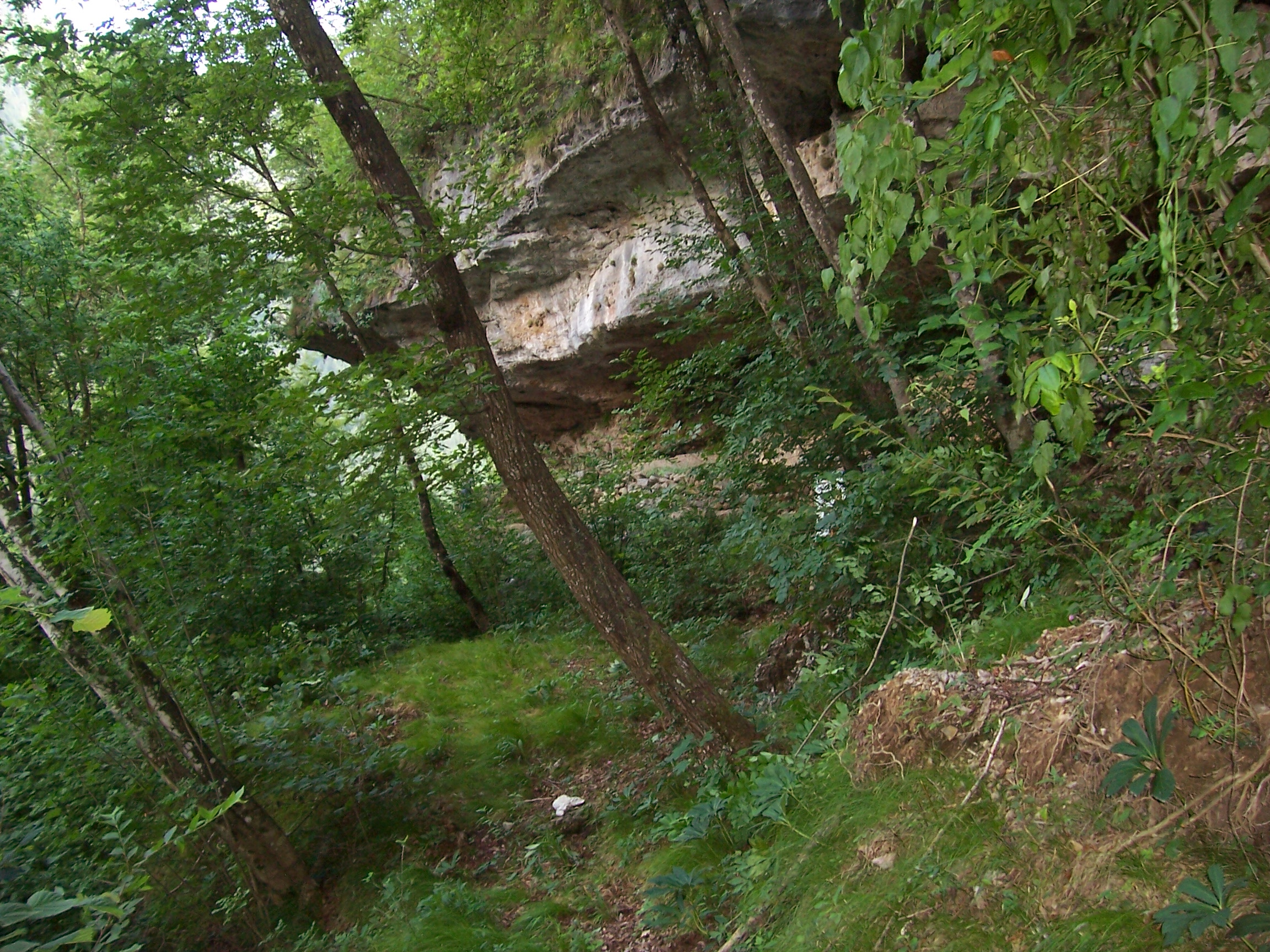
Particolare
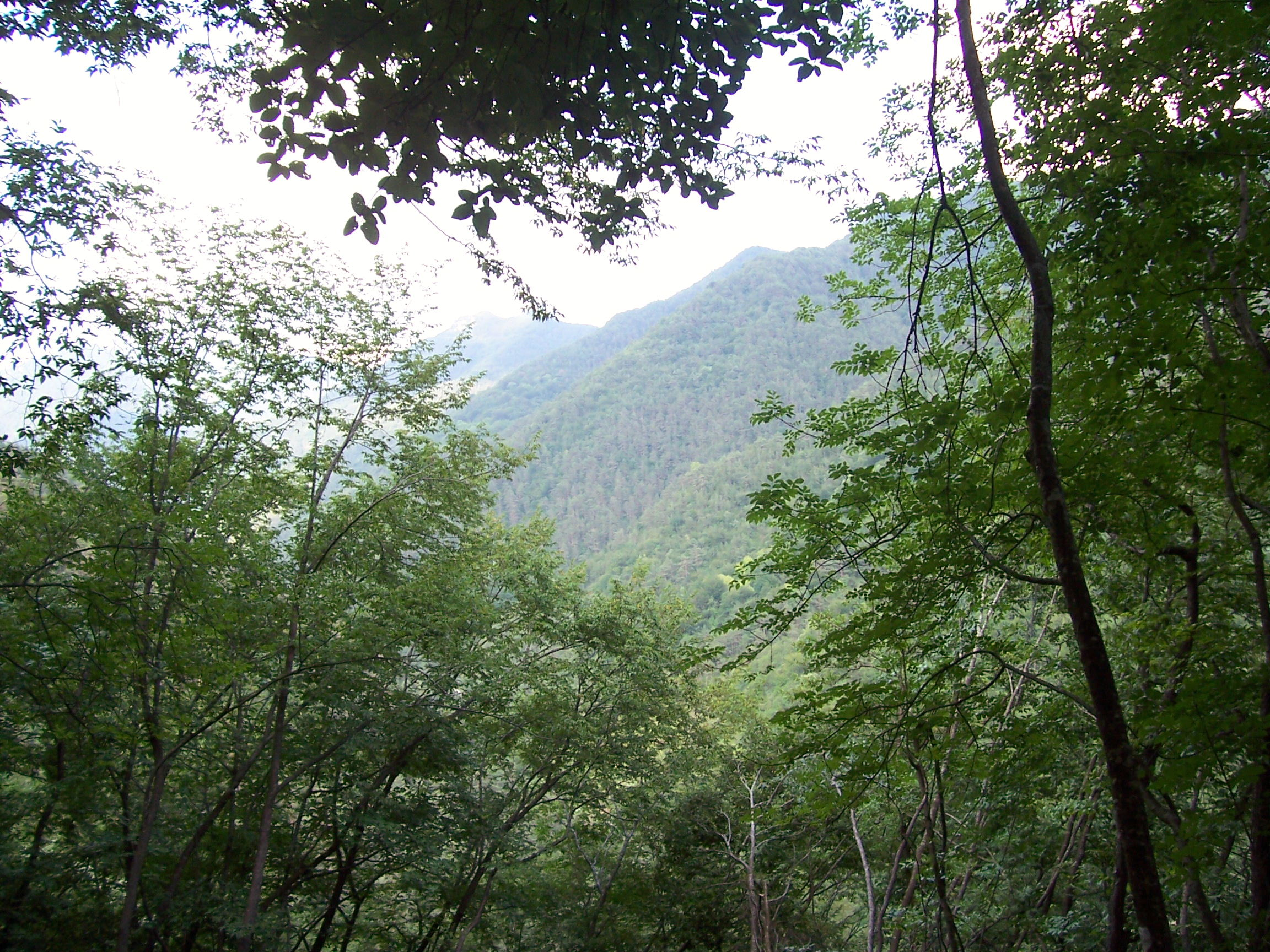
La Vallata nord del Droanello vista dal Cùel Zanzanù
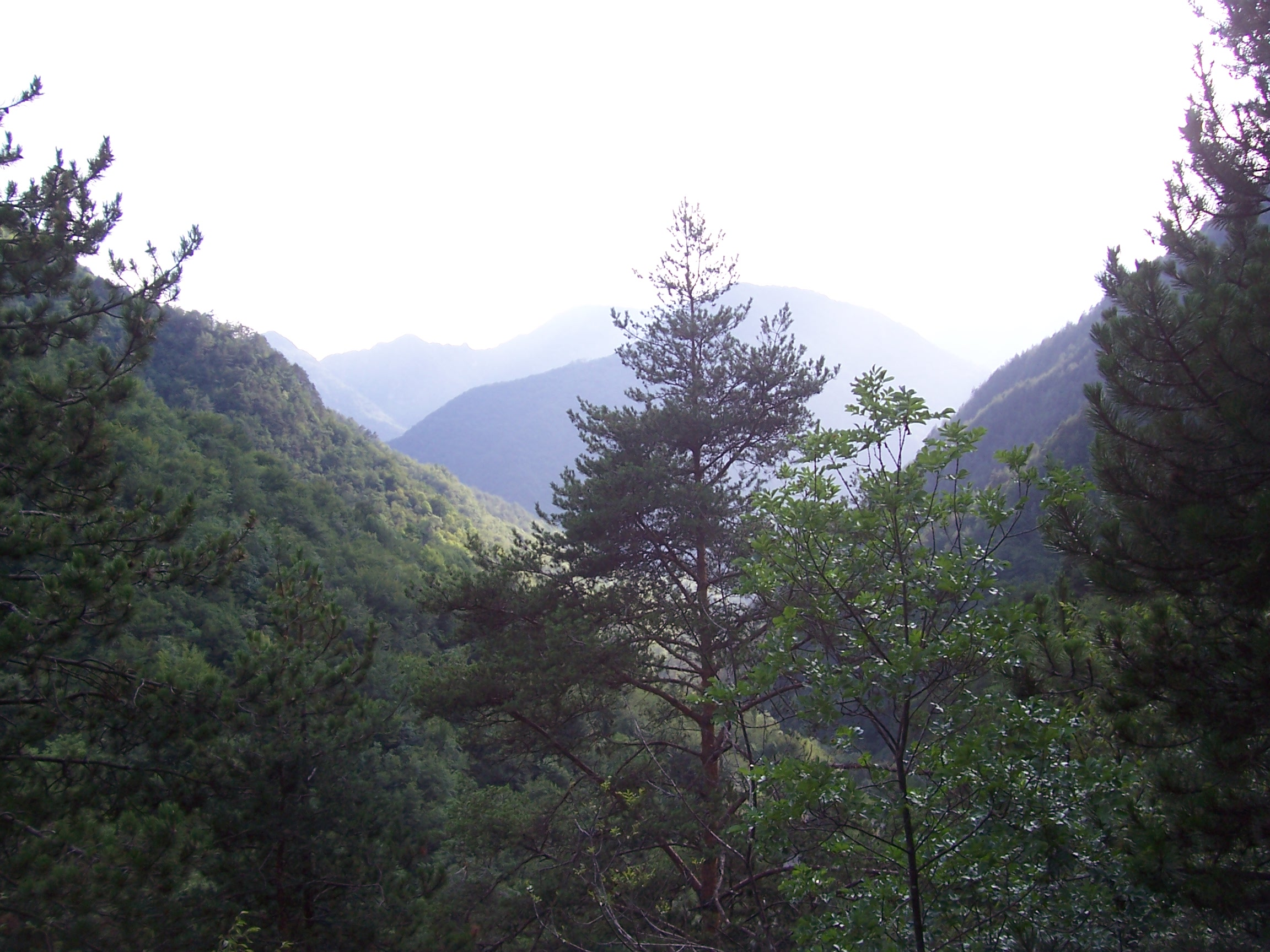
La Vallata nord del Droanello vista dal Cùel Zanzanù